# Лассо
Лассо́ (исп. lazo — «петля», от лат. laqueus), также арка́н, или лариат (англ. lariat) — верёвка с петлёй на конце, предназначенная для набрасывания вокруг цели и последующего затягивания при натяжении верёвки. Известный атрибут американских ковбоев.

## Описание
Лассо делают из плотной верёвки так, что петля остаётся открытой при бросании лассо. Это также позволяет ковбою легко открывать петлю, сидя верхом, отпускать седло (верёвка достаточно туга, чтобы её немного можно было подтолкнуть). Качественные лассо сбалансированы для лучшего управления.
Трюки с вращением лассо были частью исторических культур Мексики и США, известный ковбойский спорт. У. Роджерс — известный исполнитель трюков с лассо. Лассо (аркан) также использовалось кочевыми тюркскими и монгольскими народами.
- Необузданного быка арканят на родео
- Лассо в прериях (из книги Prairie Experiences in Handling Cattle and Sheep, Major W. Shepherd, 1884)